# Аканэ Цунэмори
Аканэ Цунэмори (яп.Цунэмори Аканэ) — вымышленный персонаж, в аниме сериале Психопаспорт студии Production I.G Psycho-Pass. Озвучена Кана Ханадзава.
Аканэ Цунэмори — Инспектор Первого Подразделения Бюро Общественной Безопасности.
Новый инспектор первого отдела Департамента Расследований Бюро Общественной Безопасности, куда попала благодаря высокой оценке своих способностей. Очень открыта и искренна, но неуклюжа, вследствие чего недостаточно самоуверенна. Хочет со всеми иметь хорошие отношения. Всегда поступает по совести и выполняет порученные задания, а Когами, даже имея на неё влияние, не останавливает от расследования нераскрытых преступлений. Родителям Аканэ не нравится, что их единственная дочь работает в Бюро, а также они переживают, что у неё до сих пор нет парня. В детстве её часто баловала бабушка. Хочет отомстить Макисима Сёго за смерть близкой подруги. Очень устойчива к стрессовым ситуациям. Обладает способностью во всём видеть позитив и быстро восстанавливать собственный психо-паспорт. Не умеет плавать.